# Ernst Larsen
Ernst Willy Larsen, född 18 juli 1926 i Ranheim i Trondheim, död 2 december 2015, var en norsk friidrottare.
Larsen blev olympisk bronsmedaljör på 3 000 meter hinder vid sommarspelen 1956 i Melbourne.